# Dark Fortress
A Dark Fortress melodikus black metal zenekar, amely 1994-ben alakult meg a németországi Landshutban. Lemezeiket a Century Media Records kiadó jelenteti meg.

## Tagok
- Asvargr - gitár, vokál (1994-)
- Seraph - dobok, ütős hangszerek (2001-)
- V. Santura - gitár, vokál (2001-)
- Morean - ének (2007-)
- Phenex - billentyűk, vokál (2014-)

## Diszkográfia
- Tales from Eternal Dusk (2001)
- Profane Genocidal Creations (2003)
- Stab Wounds (2004)
- Séance (2006)
- Eidolon (2008)
- Ylern (2010)
- Venereal Dawn (2014)
- Spectres from the Old World (2020)

## Egyéb kiadványok
- Rebirth of the Dark Age (demó, 1996)
- Towards Immortality (split lemez, 1997)